# Chrysoteuchia dividellus
Chrysoteuchia dividellus là một loài bướm đêm trong họ Crambidae.